# Cameron Stewart
Cameron Stewart (Manchester, 8 aprile 1991) è un ex calciatore inglese, di ruolo attaccante.

## Palmarès

### Club

#### Competizioni nazionali
- English Football League Trophy: 1

Lincoln City: 2017-2018